# Casa cu prăvălie Ion Filipescu din Vărbilău
Casa cu prăvălie Ion Filipescu din Vărbilău este un monument istoric aflat pe teritoriul satului Vărbilău, comuna Vărbilău.